# Love (film, 1969)
Pour les articles homonymes, voir Love.
Pour plus de détails, voir Fiche technique et Distribution.
Love (Women in Love) est un film britannique réalisé par Ken Russell et sorti en 1969.

## Synopsis
Le film traite de la guerre des sexes et des relations au sein de l'élite de la région industrielle britannique des Midlands dans les années 1920. Gerald Crich et Rupert Berkin sont les meilleurs amis du monde et tombent amoureux de deux sœurs : Gudrun, une sculptrice, et Ursula Brangwen, une institutrice. Rupert épouse Ursula, Gerald entame une liaison avec Gudrun et ensemble, ils passent leur lune de miel en Suisse. Mais les relations prennent des directions de plus en plus différentes à mesure que le réalisateur Russell explore la nature des engagements et de l'amour. Rupert et Ursula apprennent à se donner l'un à l'autre ; Gerald, plutôt réservé, ne parvient finalement pas à nouer une relation avec Gudrun, exigeante et sophistiquée.

## Fiche technique
Les informations mentionnées dans cette section proviennent principalement des bases de données cinématographiques Ciné-ressources (Cinémathèque française), CNC (Centre national du cinéma et de l'image animée), BFI (British Film Institute), IMDb.
- Titre original : Women in Love
- Titre français : Love
- Réalisation : Ken Russell
- Assistants réalisateurs : Jonathan Benson
- Scénario : Larry Kramer d'après le roman de David Herbert Lawrence, Femmes amoureuses (Women in Love, 1920)
- Scripte : Angela Allen
- Décors : Luciana Arrighi, Kenneth Jones
- Costumes : Shirley Russell
- Chorégraphie : Terry Gilbert
- Directeur de la photographie : Billy Williams
- Cadrage : David Harcourt
- Ingénieur du son : Brian Simmons
- Mixage : Maurice Askew
- Montage : Michael Bradsell, assisté de Stuart Baird
- Musique : Georges Delerue[Note 1]
- Producteurs : Larry Kramer, Martin Rosen
- Directeur de production et régisseur : Neville C. Thompson
- Société de production : Brandywine Productions Ltd. (Royaume-Uni)
- Sociétés de distribution : United Artists (Royaume-Uni, France), Carlotta Films[1] (France)
- Pays d’origine :  Royaume-Uni
- Langues originales : anglais, allemand
- Format : couleur (DeLuxe) — 35 mm — 1.75:1 —  son monophonique
- Genre : drame
- Durée : 131 minutes
- Dates de sortie : 
  -  Royaume-Uni : septembre 1969
  -  France : 6 mai 1970
- (fr) Classifications et visa CNC : tous publics, Art et Essai, visa d'exploitation no 36899 délivré le 30 septembre 1993

## Distribution
- Alan Bates : Rupert Birkin
- Oliver Reed (VF : René Arrieu) : Gerald Crich
- Glenda Jackson : Gudrun Brangwen
- Jennie Linden : Ursula Brangwen
- Eleanor Bron : Hermione Roddice
- Alan Webb : Thomas Crich
- Vladek Sheybal : Loerke
- Catherine Willmer : Madame Crich
- Phoebe Nicholls : Winifred Crich
- Michael Gough : Mr. Brangwen
- Christopher Gable : Tibby Lupton
- Niké Arrighi : la contessa
- Vladek Sheybal : Loerke
- Sharon Gurney : Laura Crich
- Norma Shebbeare : Mrs. Brangwen

## Accueil
AllMovie, : « Une adaptation cinématographique qui rend justice au roman, la version de 1969 de Ken Russell de Women in Love de D. H. Lawrence atteint le pouvoir viscéral requis pour une histoire sur les vicissitudes de l'amour et de la luxure. Avec le quatuor central parfaitement incarné par Alan Bates, Oliver Reed, Jennie Linden et Glenda Jackson alors inconnue, Russell et l'écrivain Larry Kramer plongent profondément dans les nuances émotionnelles et les retombées potentielles des différents efforts pour négocier les conventions sexuelles et conjugales du début du XXe siècle — un sujet tout aussi d'actualité en 1969. Les passions complexes reçoivent une nouvelle vie sensuelle grâce au cadeau de Russell qui sera bientôt renommé pour des visuels somptueux, avec la photographie dorée de Billy Williams et l'éclairage expressif aidant à transformer la célèbre nudité de Bates et Reed — lutte à la japonaise dans une rencontre encore plus chargée érotiquement. Et que dire de l'excellente musique signée Georges Delerue qui accompagne à merveille l'intensité dramatique du film. Accueilli par des éloges critiques, en particulier pour l'interprétation vivante de Jackson en Gudrun névrosée, Love est devenue un succès, propulsant Russell et Jackson au renom international, aux nominations aux Oscars et à une victoire aux Oscars pour Jackson. »

## Récompenses
- NYFCC Award 1970 : Prix de la meilleure actrice à Glenda Jackson
- Oscar de la meilleure actrice 1971  à Glenda Jackson
- Golden Globe du meilleur film étranger 1971
- National Board of Review 1971 : Prix de la meilleure actrice à Glenda Jackson
- National Society of Film Critics 1971 : Prix de la meilleure actrice à Glenda Jackson